# Dirka po Italiji 2002
Dirka po Italiji 2002 (italijansko Giro d'Italia 2002) je 85. izvedba dirke po Italiji, tritedenske moške cestne kolesarske etapne dirke. Začela se je 11. maja v Groningenu in končala 2. junija v Milanu. Sodelovalo je 198 kolesarjev iz 22-ih ekip. Rožnato majico je prvič osvojil Paolo Savoldelli (Index–Alexia Alluminio), drugo mesto Tyler Hamilton (CSC–Tiscali), tretje pa Pietro Caucchioli (Alessio). Vijolično majico je osvojil Mario Cipollini (Alessio), zeleno majico Julio Alberto Pérez (Ceramiche Panaria–Fiordo), modro majico pa Massimo Strazzer (Phonak).

## Ekipe
1. razred 
- Acqua e Sapone–Cantina Tollo
- CSC–Tiscali
- Fassa Bortolo
- Gerolsteiner
- Index–Alexia Alluminio
- Kelme–Costa Blanca
- Lampre-Daikin
- Lotto–Adecco
- Mapei–Quick-Step
- Mercatone Uno
- Phonak
- Rabobank
- Saeco Macchine per Caffè–Longoni Sport
- Tacconi Sport
- Team Coast
- Team Telekom

2. razred 
- Alessio
- Ceramiche Panaria–Fiordo
- Colombia–Selle Italia
- Landbouwkrediet–Colnago
- Mobilvetta Design–Formaggi Trentini
- Team Colpack-Astro

## Etape
| Etapa | Datum    | Štart/Cilj                                            | Razdalja    | Tip         | Tip                  | Zmagovalec                  |             |
| ----- | -------- | ----------------------------------------------------- | ----------- | ----------- | -------------------- | --------------------------- | ----------- |
| P     | 11. maj  | Groningen (Nizozemska)                                | 6,5 km      |             | posamični kronometer | Juan Carlos Domínguez (ESP) |             |
| 1     | 12. maj  | Groningen (Nizozemska) – Münster (Nemčija)            | 218 km      |             | ravninska etapa      | Mario Cipollini (ITA)       |             |
| 2     | 13. maj  | Köln (Nemčija) – Ans (Belgija)                        | 209 km      |             | ravninska etapa      | Stefano Garzelli (ITA)      |             |
| 3     | 14. maj  | Verviers (Belgija) – Esch-sur-Alzette (Luksemburg)    | 206 km      |             | ravninska etapa      | Mario Cipollini (ITA)       |             |
| 4     | 15. maj  | Esch-sur-Alzette (Luksemburg) – Strasbourg (Francija) | 232 km      |             | ravninska etapa      | Robbie McEwen (AUS)         |             |
|       | 16. maj  | dan počitka                                           | dan počitka | dan počitka | dan počitka          | dan počitka                 | dan počitka |
| 5     | 17. maj  | Fossano – Limone Piemonte                             | 150 km      |             | hribovita etapa      | Stefano Garzelli (ITA)      |             |
| 6     | 18. maj  | Cuneo – Varazze                                       | 190 km      |             | hribovita etapa      | Giovanni Lombardi (ITA)     |             |
| 7     | 19. maj  | Viareggio – Lido di Camaiore                          | 159 km      |             | hribovita etapa      | Rik Verbrugghe (BEL)        |             |
| 8     | 20. maj  | Capannori – Orvieto                                   | 237 km      |             | ravninska etapa      | Aitor González (ESP)        |             |
| 9     | 21. maj  | Tivoli – Caserta                                      | 201 km      |             | ravninska etapa      | Mario Cipollini (ITA)       |             |
| 10    | 22. maj  | Maddaloni – Benevento                                 | 118 km      |             | hribovita etapa      | Robbie McEwen (AUS)         |             |
| 11    | 23. maj  | Benevento – Campitello Matese                         | 143 km      |             | hribovita etapa      | Gilberto Simoni (ITA)       |             |
| 12    | 24. maj  | Campobasso – Chieti                                   | 205 km      |             | hribovita etapa      | Denis Lunghi (ITA)          |             |
| 13    | 25. maj  | Chieti – San Giacomo di Valle Castellana              | 186 km      |             | hribovita etapa      | Julio Alberto Pérez (MEX)   |             |
| 14    | 26. maj  | Numana – Numana                                       | 30,3 km     |             | posamični kronometer | Tyler Hamilton (USA)        |             |
|       | 27. maj  | dan počitka                                           | dan počitka | dan počitka | dan počitka          | dan počitka                 | dan počitka |
| 15    | 28. maj  | Terme Euganee – Conegliano                            | 156 km      |             | ravninska etapa      | Mario Cipollini (ITA)       |             |
| 16    | 29. maj  | Conegliano – Corvara                                  | 163 km      |             | gorska etapa         | Julio Alberto Pérez (MEX)   |             |
| 17    | 30. maj  | Corvara – Folgaria                                    | 222 km      |             | gorska etapa         | Pavel Tonkov (RUS)          |             |
| 18    | 31. maj  | Rovereto – Brescia                                    | 145 km      |             | ravninska etapa      | Mario Cipollini (ITA)       |             |
| 19    | 1. junij | Cambiago – Monticello Brianza                         | 46 km       |             | posamični kronometer | Aitor González (ESP)        |             |
| 20    | 2. junij | Cantù – Milano                                        | 141 km      |             | ravninska etapa      | Mario Cipollini (ITA)       |             |
|       | Skupaj   | Skupaj                                                | 3354.5 km   | 3354.5 km   | 3354.5 km            | 3354.5 km                   | 3354.5 km   |

## Razvrstitev po klasifikacijah
| Etapa  | Zmagovalec                 | Rožnata majica ·      | Vijolična majica · | Zelena majica ·            | Modra majica ·   | Ekipno po času     | Ekipne po točkah |
| ------ | -------------------------- | --------------------- | ------------------ | -------------------------- | ---------------- | ------------------ | ---------------- |
| P      | Juan Carlos Domínguez      | Juan Carlos Domínguez | brez               | brez                       | brez             | brez               | brez             |
| 1      | Mario Cipollini            | Mario Cipollini       | Mario Cipollini    | brez                       | Mario Cipollini  | Phonak             | Phonak           |
| 2      | Stefano Garzelli           | Stefano Garzelli      | Mario Cipollini    | Francesco Casagrande       | Fabrizio Guidi   | Mapei–Quick-Step   | Mapei–Quick-Step |
| 3      | Mario Cipollini            | Stefano Garzelli      | Mario Cipollini    | Francesco Casagrande       | Massimo Strazzer | Mapei–Quick-Step   | Phonak           |
| 4      | Robbie McEwen              | Stefano Garzelli      | Mario Cipollini    | Francesco Casagrande       | Massimo Strazzer | Mapei–Quick-Step   | Phonak           |
| 5      | Stefano Garzelli           | Stefano Garzelli      | Mario Cipollini    | Stefano Garzelli           | Massimo Strazzer | Mapei–Quick-Step   | Fassa Bortolo    |
| 6      | Giovanni Lombardi          | Jens Heppner          | Mario Cipollini    | Stefano Garzelli           | Massimo Strazzer | Kelme–Costa Blanca | Phonak           |
| 7      | Rik Verbrugghe             | Jens Heppner          | Mario Cipollini    | Stefano Garzelli           | Massimo Strazzer | Kelme–Costa Blanca | Phonak           |
| 8      | Aitor González             | Jens Heppner          | Massimo Strazzer   | Stefano Garzelli           | Massimo Strazzer | Kelme–Costa Blanca | Phonak           |
| 9      | Mario Cipollini            | Jens Heppner          | Mario Cipollini    | Stefano Garzelli           | Massimo Strazzer | Phonak             | Phonak           |
| 10     | Robbie McEwen              | Jens Heppner          | Massimo Strazzer   | Ruggero Marzoli            | Massimo Strazzer | Kelme–Costa Blanca | Phonak           |
| 11     | Gilberto Simoni            | Jens Heppner          | Massimo Strazzer   | Gilberto Simoni            | Massimo Strazzer | Kelme–Costa Blanca | Alessio          |
| 12     | Denis Lunghi               | Jens Heppner          | Massimo Strazzer   | Joaquim Castelblanco       | Massimo Strazzer | Alessio            | Phonak           |
| 13     | Julio Alberto Perez Cuapio | Jens Heppner          | Massimo Strazzer   | Francesco Casagrande       | Massimo Strazzer | Alessio            | Alessio          |
| 14     | Tyler Hamilton             | Jens Heppner          | Massimo Strazzer   | Francesco Casagrande       | Massimo Strazzer | Alessio            | Alessio          |
| 15     | Mario Cipollini            | Jens Heppner          | Massimo Strazzer   | Joaquim Castelblanco       | Massimo Strazzer | Alessio            | Alessio          |
| 16     | Julio Alberto Perez Cuapio | Cadel Evans           | Massimo Strazzer   | Julio Alberto Pérez Cuapio | Massimo Strazzer | Alessio            | Alessio          |
| 17     | Pavel Tonkov               | Paolo Savoldelli      | Massimo Strazzer   | Julio Alberto Pérez Cuapio | Massimo Strazzer | Alessio            | Alessio          |
| 18     | Mario Cipollini            | Paolo Savoldelli      | Mario Cipollini    | Julio Alberto Pérez Cuapio | Massimo Strazzer | Alessio            | Alessio          |
| 19     | Aitor González             | Paolo Savoldelli      | Mario Cipollini    | Julio Alberto Pérez Cuapio | Massimo Strazzer | Alessio            | Alessio          |
| 20     | Mario Cipollini            | Paolo Savoldelli      | Mario Cipollini    | Julio Alberto Pérez Cuapio | Massimo Strazzer | Alessio            | Alessio          |
| Skupaj | Skupaj                     | Paolo Savoldelli      | Mario Cipollini    | Julio Alberto Perez Cuapio | Massimo Strazzer | Alessio            | Alessio          |

## Končna razvrstitev
| Legenda | Legenda                                  | Legenda | Legenda                                       |
| ------- | ---------------------------------------- | ------- | --------------------------------------------- |
|         | Predstavlja vodilnega v skupnem seštevku |         | Predstavlja vodilnega v razvrstitvi Intergiro |
|         | Predstavlja vodilnega po točkah          |         | Predstavlja vodilnega v gorski razvrstitvi    |